# Parkdale (Nouvelle-Zélande)
Parkdale  est un lotissement essentiellement résidentiel de la banlieue de Birchville dans la cité d’Upper Hutt, située dans l’île du Nord de la Nouvelle-Zélande.

## Situation
Le lotissement est localisé au nord de la cité d’Upper Hutt, sur les pentes nord de la colline d’ Emerald Hill, niché entre les banlieues de Birchville, de Te Marua, Timberlea et Brown Owl.
Bien que les développeurs initialement désignèrent ce groupe de maisons en développement comme une nouvelle banlieue, cela ne fut pas accepté par le Conseil de la cité de Upper Hutt, qui considéra que le lotissement était une simple partie de la banlieue de Birchville.
Aussi, à partir du début de l’année 1982, le New Zealand Geographic Board clarifia aussi le fait que  Birchville, plutôt que Parkdale était le nom officiel de la localité .
D’ailleurs, les résidents locaux y font rarement référence comme une banlieue indépendante.

## Installations
La principale rue passant à travers la banlieue est Gemstone Drive, qui circule grossièrement d’ouest en est et d‘Akatarawa Road jusqu’à l’extrémité du lotissement au niveau de Topaz Street, qui ensuite se connecte avec la route State Highway 2 (en). 
La plupart des autres rues du lotissement sont des culs-de-sacs et sont dénommées de façon alphabétique à partir d‘Akatarawa Road, d’après les pierres précieuses (exemples : Amber Grove, Moonstone Grove).
La subdivision a une réputation d’être une banlieue de bas de marché à cause du nombre de ‘own-your-own’ ou ‘cross-leased units' (unité louée entre deux fois!) érigées au début du développement (bien que cette tendance n’a pas eu lieu de continuer au fur et à mesure que le développement a progressé).
Il y a une église des Témoins de Jéhovah à l’extrémité est du lotissement.